# Heinrich Nauen

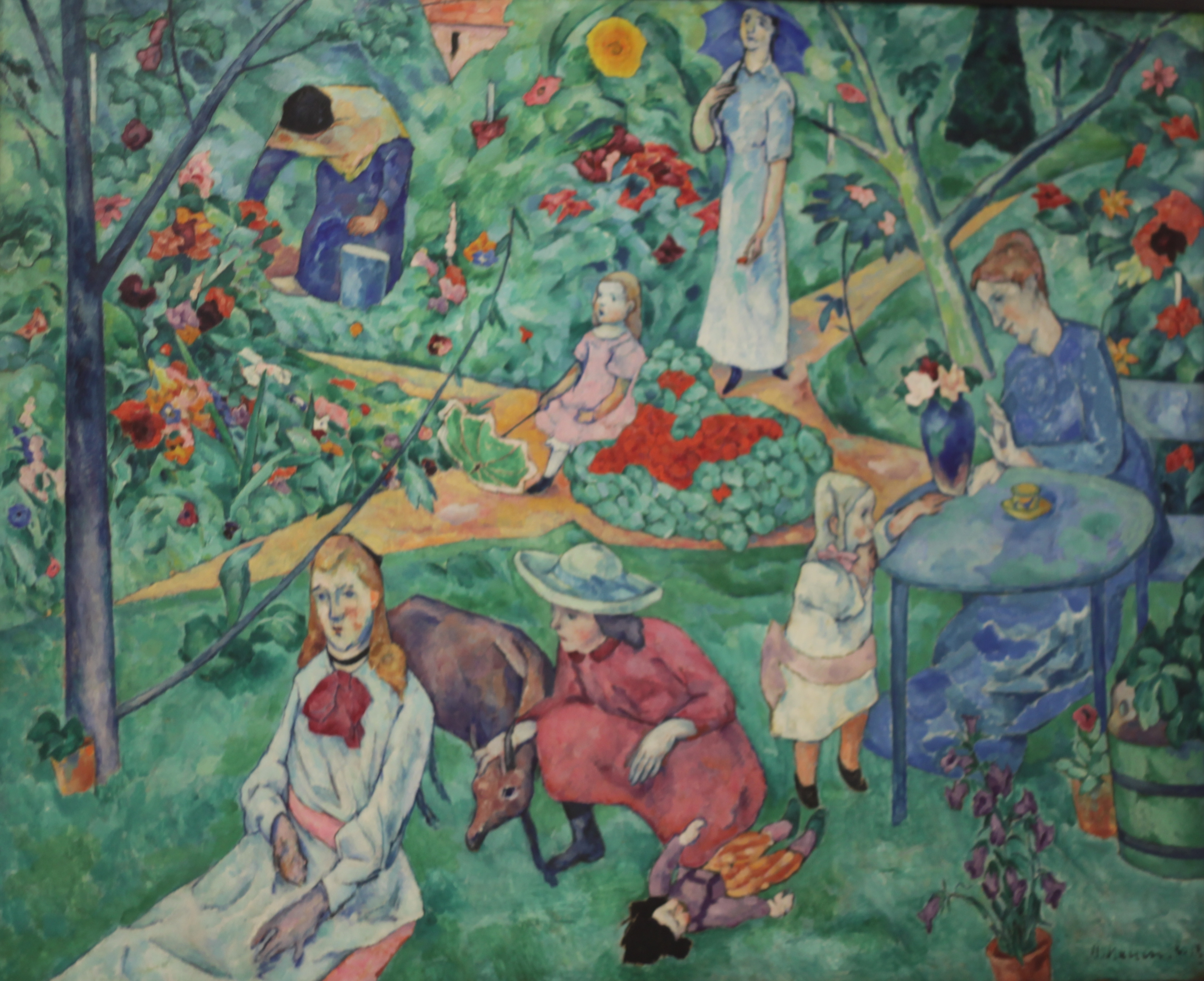
Jardín, 1913, Städtisches Museum Abteiberg Mönchengladbach.

Heinrich Nauen (Krefeld, 1 de junio de 1880 - Kalkar, 26 de noviembre de 1940) fue un pintor expresionista alemán, miembro del grupo renano junto a August Macke, Heinrich Campendonk, Wilhelm Morgner, Franz Henseler, Paul Adolf Seehaus, etc. Estudió en Düsseldorf (1898) y Stuttgart (1899-1902). Entre 1902 y 1905 residió en Bélgica, trasladándose a Berlín en 1906. En 1921 fue nombrado profesor de la Academia de Bellas Artes de Düsseldorf, siendo destituido en 1937 por los nazis. Influido por Matisse, creó grandes lienzos caracterizados por la abundancia de figuras, con un aspecto sereno y armonioso.